# Henriette Koulla
Henriette Nadège Koulla (née le 14 septembre 1992) est une joueuse camerounaise de volley-ball féminin. Elle est membre de l'équipe du Cameroun de volley-ball féminin. 
Elle fait partie de l'équipe nationale du Cameroun au Championnat du monde de volley-ball féminin 2014 en Italie et aux Jeux olympiques de 2016 à Rio de Janeiro,. Elle remporte la médaille d'or lors du Championnat d'Afrique de volley-ball féminin 2017.
Elle participe ensuite avec son équipe au Championnat du monde féminin de volley-ball 2018,.
Elle remporte la médaille d'argent des Jeux africains de 2019 puis l'or au Championnat d'Afrique féminin de volley-ball 2019.

## Carrière en clubs
- INJS Yaoundé (2014)
- Tremblay AC (2015-2016)
- ŽOK Gacko (2017-18)

## Palmarès
- Médaille d'or au Championnat d'Afrique de volley-ball féminin 2017
  - élue meilleure passeuse
- Médaille d'or au Championnat d'Afrique de volley-ball féminin 2019
- Médaille d'argent aux Jeux africains de 2019.